# Sven Wollter
Sven Justus Fredrik Wollter (Gotemburgo, 11 de janeiro de 1934 – Luleå, 10 de novembro de 2020) foi um ator, escritor e ativista político sueco. Foi premiado como Melhor Ator Sueco duas vezes.
Era conhecido por seu papel como o filho de Madame Flod, Gusten, na versão da televisão sueca de Gente de Hemsö, de August Strindberg, em 1966. Interpretou o Detetive Sargento Lennart Kollberg no filme de Bo Widerberg, Mannen på taket. Interpretou Victor em O Sacrifício, de Andrei Tarkovski.
Wollter morreu em 10 de novembro de 2020, em Luleå, Suécia, de COVID-19, durante a pandemia na Suécia, aos 86 anos. Sofria também de doença pulmonar obstrutiva crônica.